# Yandex (spletni iskalnik)
Yandex je spletni iskalnik v lasti istoimenske ruske korporacije in njena glavna storitev.
Po podatkih iz julija 2023 ima iskalnik tržni delež 58,17% v Rusiji in 23,75 % v Turčiji.

## Delovanje
Iskalnik je sestavljen iz treh glavnih komponent:
- Agent je iskalni robot, ki prečesuje svetovni splet, prenaša in analizira dokumente. Če je med analizo mesta zaznana nova povezava, je vključena na robotov seznam spletnih naslovov (indeks).
- Indeks je zbirka podatkov, ki jo zbira iskalni robot.
- Iskalni algoritem išče po indeksu.

Iskalna zahteva uporabnika se po analizi obremenitve stežnikov vključenih v sistem pošlje na najmanj obremenjenega.  Zahtevo uporabnika nato obdela meta-iskalnik. Metaiskanje analizira poizvedbo v realnem času: določi geografsko lokacijo uporabnika, opravi jezikovno analizo itd. Program tudi ugotovi, ali je poizvedba ena od priljubljenih ter ali je bila nedavno že zastavljena. Rezultati takšnih poizvedb so nekaj časa shranjeni v predpomnilniku metaiskanja in če pride do ujemanja, se prikažejo predhodno shranjeni rezultati.  Če je iskalna poizvedba redka in v predpomnilniku ni zadetkov, jo sistem preusmeri v program za osnovno iskanje. Analizira sistemski indeks, ki je prav tako razdeljen na različne zrcalne strežnike (paralelno iskanje pospeši postopek). Nato gredo prejeti podatki ponovno v metaiskanje, podatki se rangirajo in prikažejo uporabniku v končni obliki.

### Indeksiranje
Na splošno Yandex indeksira naslednje vrste datotek: html, pdf, rtf, doc, xls, ppt, docx, odt, odp, ods, odg, xlsx, pptx.
Yandex uporablja dva tipa iskalnih robotov - "glavnega" in "hitrega". Prvi je odgovoren indeksiranje interneta kot celote, drugi indeksira spletna mesta s pogosto spreminjajočimi se in posodobljenimi informacijami (novičarska spletna mesta in tiskovne agencije).

### Isklani vmesnik
Iskalni vmesnik dopušča omejitev obsega iskanja na posamezne domene, jezike, vrste datotek itd.
V ta namen se uporabljajo naslednji posebni znaki in operatorji, na  primer:
- navednice"" se uporablja za opredelitev natančnega citata, ki ga je potrebno najti,
- operator | se uporablja med besedami, kadar je potrebno najti le eno od njih,
- operator * se postavi med besede, če med njimi manjka beseda,
- predpona site: omeji iskanje na določeno spletišče,
- predpona date: omeji iskanje glede na datum dokumentov,
- +  se postavi pred besedo, ki mora biti prisotna v dokumentu
- -  se postavi pred besedo, ki se ne sme pojavljati v rezultatih iskanja.

Yandex poleg izvirne oblike iskalne poizvedbe samodejno išče tudi njene različne variacije.
Iskanje Yandex upošteva tudi morfologijo podprtih jezikov, zato bodo rezultati ne glede na obliko besede v iskalni poizvedbi temeljili na vseh besednih oblikah (npr. različni skloni). Če morfološka analiza ni zaželena, se lahko pred besedo postavi klicaj. Iskanje bo v tem primeru pokazalo samo določeno obliko besede. Poleg tega iskalna poizvedba praktično ne upošteva tako imenovanih <i>stop besed</i>, to je predlogov, ločil, zaimkov itd., zaradi njihove široke razširjenosti. 